# Korrosija Metalla
Korrosija Metalla (oft als Korrozia Metalla transkribiert; wiss. Transliteration: Korrozija Metalla; in kyrillischer Schrift: Коррозия Металла; russisch für ‚Metallkorrosion‘) ist eine russische Metal-Band. Einziges konstantes Mitglied ist Sergei Troizki, auch bekannt unter dem Pseudonym „Паук“ (transkr.: Pauk; russ. für ‚Spinne‘).

## Bandgeschichte

### 1982 bis 1993
Korrosija Metalla wurde 1982 von Bassist und Sänger Sergei Troizki in Moskau gegründet. Da Heavy Metal von den zu der Zeit noch regierenden Kommunisten nicht toleriert wurde, dauerte es bis 1985, als die Band ihr Demo unter dem Titel Wlast Sla (kyrill.: Власть зла, dt.: ‚Macht des Bösen‘) herausbrachte (unter diesem Titel erschienen später auch je eine EP, ein Live-Album und eine DVD). Das darauf enthaltene Lied Luzifer wurde fortan zum festen Bestandteil ihrer Konzerte.
1987 folgte ein Auftritt im Kulturhaus Roter Oktober in Moskau, der als Live-Album (kyrill.: Жизнь в Октябре, dt.: ‚Live im Oktober‘) veröffentlicht wurde. 1988 schließlich veröffentlichte die Band ihr Debütalbum Orden Satany im Eigenverlag (Samisdat), spätere Wiederveröffentlichungen erfolgten über Moroz Records. Das Album wurde einige Jahre später neu eingespielt und von Børge und LEX vom Online-Magazin Metalglory als Klassiker bezeichnet. 1989 folgte erneut im Selbstverlag das zweite Album Russian Vodka und 1990 das dritte Album Kannibal, das neben den regulären Stücken auch drei Live-Mitschnitte enthält. Letzteres Album wurde auf dem sowjetischen Staatslabel Melodija veröffentlicht.
Im Zuge des Putschversuchs im August 1991 spielten Korrosija Metalla live auf Seiten der Verteidiger der Demokratie; es existieren Videoaufnahmen der Band zusammen mit Boris Nikolajewitsch Jelzin und dem freigelassenen Michail Sergejewitsch Gorbatschow. Aufsehen außerhalb Russlands erregte die Band aufgrund eines Berichtes im Wall Street Journal vom 18. Februar 1993, nach dem Troizki mit Unterstützung der rechtsextremen Russischen Nationalen Partei für das Amt des Bürgermeisters von Moskau kandidierte.
Die Aussagen Troizkis in einem Interview mit der Komsomolskaja Prawda am 23. Januar 1993 lassen auch den Schluss zu, dass es sich um eine Kampagne zu Gunsten seiner Person und der Band gehandelt hat.

### Ab 1994
Troizki bekannte sich immer offener zum Ultranationalismus und zu rechtsextremem Gedankengut, und auch die Band selbst zeigte sich offen rechtsextrem.
Als sich 1993 und 1994 in Russland „eine Art Pogromstimmung unter Jugendlichen ausbreitete“, gehörte der als sehr charismatisch beschriebene Troizki zu denjenigen, die diese Strömung für ihre Ziele nutzen konnten. Eine Zeitung berichtete über eine „Allianz zwischen gewalttätigen Metalfans und den radikalen politischen Parteien des rechten Flügels“. Außerdem erregte die Band durch ihre Bühnenshows Aufsehen, in denen „[n]ackte Tänzerinnen […] auf der Bühne zwischen den Musikern umherstolzieren und masturbieren“.
Die 2000 erschienene Zusammenstellung Bei tschertei – spassai Rossiju! (kyrill. Бей чертей – спасай Россию!, dt. ‚Schlagt die Teufel – Rettet Russland!‘), gab alle bis dahin veröffentlichten rassistischen und nationalistischen Lieder der Band wieder. In der Black-Metal-Szene wurde die Band durch das Buch Lords of Chaos und eine Coverversion der Band Nifelheim bekannt. Hierbei handelt es sich um ein Stück aus der Zeit vor dem politischen Wandel der Band, mit dem die Nifelheim-Musiker nichts zu tun haben wollen.
2008 erschien die Kompilation Russian Vodka, nicht identisch mit dem Album von 1989, als Best of für den nordamerikanischen Markt gedacht und zugleich die letzte Veröffentlichung des inzwischen aufgelösten, dem NSBM-Umfeld zuzuordnenden Labels Vinland Winds von Richard „Grimnir Wotansvolk“ Mills, dem 2006 verstorbenen Sänger der US-amerikanischen NSBM-Band Grand Belial’s Key. Auf der Kompilation coverte die Band Hail the New Dawn von der bekannten englischen Rechtsrock-Band Skrewdriver. Zum Logo der Band gehört inzwischen auch eine Spinne, deren Beine in Form einer sechsarmigen Swastika dargestellt werden.
Im Juni 2010 erschien das Album Woina mirow, ein Konzeptalbum über Naturkatastrophen, außerirdische Invasoren und verschiedene bekannte Horror- und Science-Fiction-Motive. So handelt das Lied Bunt i Wosstanije Schelesnych Maschin (Бунт и Восстание Железных Машин, dt. ‚Aufruhr und Aufstand der Eisernen Maschinen‘) beispielsweise von den Filmen der Terminator-Reihe.

## Stil
Korrosija Metallas Demoaufnahme Wlast Sla ist im Stil der zeitgenössischen Veröffentlichungen von Slayer und Metallica gehalten und enthält mit Luzifer ein Lied, das fester Bestandteil ihrer Konzerte wurde. Der Klang ist laut Børge vom Metalglory Magazine „scheiße“. Auf dem Live-Album Schisn w Oktjabre klang der Gesang „rauher und aggressiver, an den Instrumenten war man gereifter, auch wenn manches livebedingt noch quietschig klingt. Aber es gab das volle Brett, für damalige Sowjetverhältnisse unvorstellbar, Metallica- und Slayer-mäßiger Speed und Thrash.“ LEX vom Online-Magazin Metalglory nennt das Debütalbum Orden Satany einen Klassiker und beschreibt die Musik als „sehr rauen, rotzigen Thrash, der mit Punk Elementen und richtigem Rock'n Roll durchaus als eine russischsprachige, aber durchgedrehtere, härtere Variante von Motörhead durchgehen kann“.
Auf dem dritten Album Kannibal finden sich neben Neuaufnahmen älterer Lieder neuere, punk-/thrash-lastige. Das vierte Album Sadism ist „das heftigste, was sie bis dato einprügelten. Wie der Titel schon andeutet, wird hier im Hyperspeed-Thrash nach allen Regeln gemetzelt und gesplattert. Aus diesem Blutbad ragen aber dennoch das geniale Midtempostück ‚Come to Sabbath‘ sowie ‚Kiss of Devil‘ heraus.“
Troizki bekannte sich immer offener zu rechtsextremem Gedankengut, und auch die Band selbst zeigte sich offen rechtsextrem: „Der beliebteste Song von Korrozia Metalla“, laut Michael Moynihan und Didrik Søderlind (Lords of Chaos), ist Kill the Сунарефа (‚Tötet die Sunaref‘) vom Album Садизм (1992). Sunaref ist „ein Gossenausdruck für die Minderheiten dunkler Hautfarbe aus dem Süden“. Über den Titel schrieb die Band:

„Wir widmen dieses Lied allen Patrioten, die gegen die südasiatischen Tiere kämpfen, die unser Leben mit ihrem vergammelten Obst und Gemüse vergiften und unsere Frauen vergewaltigen. Der Tod der Sunarefa ist unsere Bestimmung.“

Die Übersetzungen der Anmerkungen zu diesem Lied erschienen im September 1993 in einem Penthouse-Artikel. Auf dem 1995 erschienenen Album 1.966 prangt ein stilisiertes Hakenkreuz, und auch die Musik hat sich stark gewandelt. Es dominieren digital verzerrte Klänge. Auf dem Live-Album Nicht Kapituliren (mit deutschem Titel und Rechtschreibfehler im Original) findet der Spruch Gott mit uns Verwendung, der sich auch auf den Gürtelschnallen der Wehrmachtsoldaten befand, und im Beiheft „sieht man einen nachgemachten Adolf Hitler, wie er eher wie eine Witzfigur zwischen zwei nackten Mädels auf der Bühne steht“. Auf der EP Saderschite pojesd finden sich keine Hakenkreuze oder Hitler-Abbildungen, auf dem folgenden Album Kompjuter-Gitler schließlich kokettiert die Band offen mit der Symbolik der Nationalsozialisten, so findet sich im Beiheft ein originalgetreues Abbild von Hitler zwischen nackten Frauen. Bilder von nackten Frauen mit Hakenkreuzfahnen und Hitler-Bilder finden sich auch auf den folgenden Veröffentlichungen.

## Diskografie

### Demoaufnahmen
- 1985: Wlast sla (Власть зла, dt. ‚Macht des Bösen‘)

### Studioalben
- 1988: Orden Satany (Орден Сатаны, dt. ‚Satansorden‘)
- 1989: Russian Vodka
- 1990: Kannibal (Каннибал, dt. ‚Kannibale‘)
- 1992: Sadism (Садизм, dt. ‚Sadismus‘)
- 1995: 1.966
- 1997: Kompjuter-Gitler (Компьютер-Гитлер, dt. ‚Computer-Hitler‘)
- 2002: Jasytscheskije bogi (Языческие боги, dt. ‚Heidnische Götter‘)
- 2003: Belyje wolki (Белые волки, dt. ‚Weiße Wölfe‘)
- 2010: Woina mirow (Война миров, dt. ‚Krieg der Welten‘)
- 2013: 666 Like

### Live-Alben
- 1987: Schisn w Oktjabre (Жизнь в Октябре, dt. ‚Live im Oktober‘)
- 1990: Debosch w Orlenke (Дебош в Орленке)
- 1995: Nicht Kapituliren
- 1997: Adski konzert (Адский концерт, dt. ‚höllisches Konzert‘)
- 1998: Ugar w Poljarnom! (Угар в Полярном!, dt. ‚Qualm in der Arktis!‘)
- 2005: Sesch schiwjem! (Съешь живьем!, dt. ‚Lebendig verspeisen!‘)

### EPs
- 1996: Saderschite pojesd (Задержите поезд, dt. ‚Den Zug aufhalten‘[1])
- 1997: Tschelowek so schramom (Человек со шрамом, dt. ‚Ein Mann mit Narbe‘)
- 1999: On ne ljubil utschitelei (Он не любил учителей, dt. ‚Er mochte die Lehrer nicht‘)
- 2001: S Nowym Godom! (С Новым Годом!, dt. ‚Frohes neues Jahr!‘)
- 2002: Glasa wampira (Глаза вампира, dt. ‚Vampiraugen‘)
- 2006: Wlast sla (Власть зла, dt. ‚Macht des Bösen‘)

### Zusammenstellungen
- 1997: Wenera (Венера, dt. ‚Venus‘)
- 1998: Tanzewalny rai & ad (Танцевальный рай & ад, dt. ‚Tanzparadies und Hölle‘)
- 2000: Bei tschertei – spassai Rossiju! (Бей чертей – спасай Россию!, dt. ‚Schlagt die Teufel – Rettet Russland!‘)
- 2001: Legendy russkowo roka (Легенды русского рока, dt. ‚Legenden des russischen Rock‘)
- 2001: Samogon (Самогон, dt. ‚Selbstgebrannter Schnaps‘)
- 2003: Tschad kutescha (Чад кутежа, dt. ‚Qualm der Orgie‘)
- 2003: Radostnaja schisn (Радостная жизнь, dt. ‚Fröhliches Leben‘)
- 2004: W raiu (В раю, dt. ‚Im Paradies‘)
- 2004: The Greatest Hits
- 2005: Grand Collection
- 2007: Wlast sla (Власть зла, dt. ‚Macht des Bösen‘)
- 2008: Russian Vodka
- 2022: Russian Vodka Вокруг Мира (Demo • 1989) / Фестиваль Надежд (Live • 1987)

### Video/DVD
- 1991: Kannibal-tur (Каннибал-тур, dt. ‚Kannibal-Tournee‘)
- 1993: Sadism-tur (Садизм-тур, dt. ‚Sadismus-Tournee‘)
- 1996: Brynzalow-tur (Брынцалов-тур, dt. ‚Brynzalow-Tournee‘)
- 1996: Schelesny marsch po Krymu (Железный марш по Крыму, dt. ‚Eiserner Marsch auf der Krim‘)
- 2001: Live Kiev & Moscow
- 2006: Dewki, musyka, buchlo i ugar! (Девки, музыка, бухло и угар!, dt. ‚Mädchen, Musik, Schnaps und Groove!‘)
- 2006: Dewki, musyka, buchlo i ugar! Film wtoroi (Девки, музыка, бухло и угар! Фильм второй, dt. ‚Mädchen, Musik, Schnaps und Groove! Teil zwei‘)
- 2011: Wlast sla (Власть зла, dt. ‚Macht des Bösen‘)
- 2011: Sesch schiwjem (Съешь живьем, dt. ‚Lebendig verspeisen‘)